# جوان كاريلو
جوان كاريلو (بالإسبانية: Joan Carrillo) هو لاعب كرة قدم ومدرب كرة قدم إسباني في مركز الوسط، ولد في 8 سبتمبر 1968 في مونيسترول دي مونتسيرات في إسبانيا. لعب مع بوليديبورتيفو إيخيذو ونادي جيرونا.

## وصلات خارجية
- جوان كاريلو على موقع قاعدة بيانات كرة القدم.إي يو (الإنجليزية)
- جوان كاريلو على موقع عالم كرة القدم.نت (الإنجليزية)